# ماريا تيريزا أميرة سافوي
ماريا تيريزا أميرة سافوي (19 سبتمبر 1803 - 16 يوليو 1879 ;ماريا تيريزا فرناندا فليسيتاس بيا) كانت زوجة كارلو الثاني دوق بارما.